# Dryas integrifolia
Espèce
Classification APG II (2003)
Dryas integrifolia, la dryade à feuilles entières, est une espèce de plantes à fleurs de la famille des Rosaceae.

## Description
Le feuillage est permanent formant un tapis de 3-8 cm de hauteur. Les fleurs de couleur crème apparaissent en juin-juillet.

## Culture
Zones de rusticité (France et Canada) :	2-9[Quoi ?]
Exposition :	soleil 
Sol :	graveleux, calcaire, bien drainé
Multiplication :	semis
Usages :	couvre-sol, auge, jardin alpin, rocaille